# Daniel Paulina
Daniel Paulina (?, Prievidza – 1623, Oravský Podzámok) byl slovenský evangelický kněz, náboženský spisovatel a filozof.

## Rodina
- otec: Samuel Paulini
- matka: Barbora rozená Fabriciová

## Životopis
Základní vzdělání získal v Považské Bystrici (1601–1603), Bytči (1608) a Spišské Nové Vsi. Studoval ve Wittenbergu (od roku 1614). Byl učitelem v Bytči a Banské Bystrici, rektorem školy v Bánovcích (1616), dvorním kazatelem vdovy Thurzové na Oravském Podzámku. Ve Wittenbergu vydal několik publikací o metafyzických a teologických otázkách.

## Dílo
- Disputatio logica sexta de interpretatione, Wittenberg, 1614
- Disputationum metaphysicarum prima de constitutione metaphysicae, Wittenberg, 1614